# Saison 2001-2002 du FC Sochaux-Montbéliard
Chronologie
Saison précédente Saison suivante
La saison 2001-2002 du FC Sochaux-Montbéliard est la 54e saison du club en Division 1.
Elle marque le retour du club en Division 1, après deux ans de deuxième division.

## Résultats en compétitions nationales
- Division 1 : 8e avec 46 points, 6e attaque avec 41 buts marqués, 11e défense avec 40 buts encaissés, 11e à domicile (30 pts), 7e à l'extérieur (16 pts)
- Coupe de France: élimination en 1/16 de finale par le SC Bastia
- Coupe de la Ligue: limination en 1/16 de finale par l'Olympique lyonnais

## Transferts

### Mercato d'été
| Nom                   | Nationalité sportive | Contrat            | Provenance/Destination |
| Arrivées              |                      |                    |                        |
| Niša Saveljić         | RF Yougoslavie       | ?                  | Girondins de Bordeaux  |
| Teddy Richert         | France               | ?                  | Girondins de Bordeaux  |
| Fabien Boudarène      | France               | ?                  | AS Saint-Étienne       |
| Marcelo Trapasso      | Argentine            | ?                  | FC Gueugnon            |
| Jaouad Zaïri          | Maroc                | ?                  | FC Gueugnon            |
| Jean-Jacques Domoraud | Côte d'Ivoire        | Retour de prêt     | Besançon RC            |
| Olivier Baudry        | France               | Retour de prêt     | FC Lausanne-Sport      |
| William Quevedo       | France               | Transfert le 20/08 | Boavista               |
| Départs               |                      |                    |                        |
| Olivier Baudry        | France               | Transfert          | AS Saint-Étienne       |
| Frédéric Martin       | France               | Fin de contrat     | OGC Nice               |
| Stéphane Dedebant     | France               | Fin de contrat     | Heart of Midlothian    |
| Franck Durix          | France               | Fin de contrat     | AS Cannes              |
| Franck Vandecasteele  | France               | Fin de contrat     | Stade Bordelais        |
| Patrick Guillou       | France               | Fin de contrat     | AS Saint-Étienne       |
| Vincent Boulanger     | France               | Transfert          | Clermont Foot          |
| Cédric Faivre         | France               | Prêt (1 an)        | Besançon RC            |
| Patrick Guillou       | France               | le 16/08           | AS Saint-Etienne       |
| Anto Drobnjak         | Serbie-et-Monténégro | Transfert le 31/08 | FC Martigues           |

### Mercato d'hiver
| Nom            | Nationalité | Contrat            | Provenance/Destination |
| Arrivées       |             |                    |                        |
| Jimmy Algerino | France      | ?                  | AC Venise              |
| Départs        |             |                    |                        |
| Camel Meriem   | France      | Transfert le 07/01 | Girondins de Bordeaux  |

## Détail des matches

### Championnat
| Date     | Domicile    | Score | Visiteurs   | Buteur(s) | Carton(s) | Spect. | Arbitre    | Class. |
| 28/07/01 | Monaco      | 0-1   | Sochaux     | Football Club Sochaux-Montbéliard Trapasso 75e | Association sportive de Monaco football club Bernardi 31e Rodriguez 55e Football Club Sochaux-Montbéliard Daf 33e Trapasso 51e | 9858   | F. Glochon | 6      |
| 04/08/01 | Sochaux     | 4-3   | Rennes      | Football Club Sochaux-Montbéliard Frau 28e, Pagis 34e, 38e, Frau 90+1e (pen.) · Stade rennaisFernandez 45e (csc), Monterrubio 45e (pen.), Diatta 52e | Football Club Sochaux-Montbéliard Chedli 50e · Stade rennaisDanic 42e, 42e, Escudé 90+1e, Echouafni 90+2e, Réveillère 90+3e    | 15 000 | M. Bonnin  |        |
| 11/08/01 | PSG         | 1-0   | Sochaux     | | |        |            |        |
| 18/08/01 | Sochaux     | 2-2   | Lorient     | | |        |            |        |
| 09/09/01 | Montpellier | 0-0   | Sochaux     | | |        |            |        |
| 09/09/01 | Sochaux     | 2-0   | Bordeaux    | | |        |            |        |
| 15/09/01 | RC Lens     | 3-0   | Sochaux     | | |        |            |        |
| 23/09/01 | Sochaux     | 3-0   | Sedan       | | |        |            |        |
| 30/09/01 | Troyes      | 2-2   | Sochaux     | | |        |            |        |
| 13/10/01 | Sochaux     | 4-1   | Bastia      | | |        |            |        |
| 20/10/01 | Lyon        | 1-1   | Sochaux     | | |        |            |        |
| 26/10/01 | Sochaux     | 0-1   | Nantes      | | |        |            |        |
| 03/11/01 | Guigamp     | 0-0   | Sochaux     | | |        |            |        |
| 17/11/01 | Sochaux     | 2-0   | Metz        | | |        |            |        |
| 24/11/01 | Marseille   | 4-2   | Sochaux     | | |        |            |        |
| 28/11/01 | Sochaux     | 1-2   | Auxerre     | | |        |            |        |
| 09/12/01 | Lille       | 1-2   | Sochaux     | | |        |            |        |
| 19/12/01 | Rennes      | 1-1   | Sochaux     | | |        |            |        |
| 22/12/01 | Sochaux     | 0-2   | PSG         | | |        |            |        |
| 05/01/02 | Lorient     | 1-1   | Sochaux     | | |        |            |        |
| 12/01/02 | Sochaux     | 0-1   | Montpellier | | |        |            |        |
| 23/01/02 | Bordeaux    | 0-1   | Sochaux     | | |        |            |        |
| 30/01/02 | Sochaux     | 0-2   | RC Lens     | | |        |            |        |
| 02/02/02 | Sedan       | 2-1   | Sochaux     | | |        |            |        |
| 06/02/02 | Sochaux     | 2-2   | Troyes      | | |        |            |        |
| 16/02/02 | Bastia      | 3-0   | Sochaux     | | |        |            |        |
| 24/02/02 | Sochaux     | 2-1   | Lyon        | | |        |            |        |
| 06/03/02 | Nantes      | 0-0   | Sochaux     | | |        |            |        |
| 16/03/02 | Sochaux     | 1-0   | Guingamp    | | |        |            |        |
| 23/03/02 | Metz        | 2-0   | Sochaux     | | |        |            |        |
| 06/04/02 | Sochaux     | 3-0   | Marseille   | | |        |            |        |
| 13/04/02 | Auxerre     | 2-0   | Sochaux     | | |        |            |        |
| 27/04/02 | Sochaux     | 0-0   | Lille       | | |        |            |        |
| 04/05/02 | Sochaux     | 3-0   | Monaco      | | |        |            |        |

## Sources
- Effectif 2001-2002 du FCSM